# Gorjuša
Gorjuša pri Domžalah je majhna vasica v Občini Domžale, ki je po ljudskem izročilu nastala kot naselje "Krumperških poslov", leži na zakraselem levem bregu rečice Rače, na začetku Moravške doline 2 km vzhodno od Doba pri Domžalah. Od avtocestnega izvoza za Domžale ali Krtino je oddaljena le nekaj kilometrov. Ima bogato zgodovino in je turistično zanimiva. Kraj se prvič omenja leta 1346. Nastal je na griču z nadmorsko višino 335 m sredi ravnine, na takratnem posestvu gradu Krumperk. Gorjuša je poznana in zanimiva za obiskovalce predvsem zaradi bližnjih kraških jam: Babje jame, Železne jame, Miševe jame in Jamarskega doma ter znamenitega renesančnega gradu Krumperk. V Babji jami so domžalski jamarji v raziskovalni akciji našli prazgodovinjske ostanke človeških kosti in ostanke kamnitega orodja iz kremena ter kosti pragoveda, alpskega svizca, losa in ostanke oglja. To je Ljubljani najbližje najdišče človeka iz prazgodovine.

## Grad Krumperk
Je najpomembnejša ohranjena srednjeveška stavba na domžalskem območju. Prvi zapisi o gradu izhajajo iz leta 1338, ki ga izpričujejo kot dediščino plemiške rodbine Kreutbergov. Konec 16. stoletja je z dedno pogodbo prešel v roke rodbine Ravbarjev, najbolj poznan graščak gradu danes je Adam Ravbar. Na grajskem travniku deluje Konjeniški klub Krumperk.

## Jamarski dom
Na Gorjuši deluje tudi Jamarski dom z muzejem, zgradilo ga je Društvo za raziskovanje jam Simon Robič Domžale. Zbirka botanika Simona Robiča vsebuje mnogo jamskih hroščev, gliv, mahov in drugih vrst. Muzej hrani tudi slamnikarsko zbirko, ki prikazuje razvoj slamnikarstva na Domžalskem vse od 18. stoletja. Tu se nahaja tudi speleološka zbirka kapnikov Franca Hohenwarta. Zbrane so različne oblike kapnikov in sige, ki se nahajajo v jamah po Sloveniji in se med seboj razlikujejo po načinu nastanka. 

## Jame
Najbolj so poznane Babja jama, Železna jama in Miševa jama. Vse tri so v bližini Jamarskega doma. Za obiskovalce  je urejena okoli 60 m dolga Železna jama.
Jamski raziskovalci so v Miševi jami našli prazgodovinske ostanke človeških kosti in kamnitega orodja iz kremena. V Babji jami so našli kosti pragoveda, alpskega svizca, losa in ostanke oglja.